# Kuba-Rundfahrt 1968
Die Kuba-Rundfahrt 1968 war die 5. Auflage des Radsport-Etappenrennens. Sie fand vom 9. bis 25. Februar 1968 statt. Gesamtsieger wurde der Kubaner Sergio Martínez, der nach 1964 und 1966 seinen dritten Sieg feierte.

## Teilnehmer
Es nahmen insgesamt 80 Fahrer in 14 Teams teil. Zwölf der 14 Teams kamen aus dem Gastgeberland, zusätzlich startete ein Team aus Mexiko und eines aus Polen.

## Strecke
Die Rundfahrt führte über 15 Etappen von Baracoa nach Havanna. Insgesamt waren 2.193 Kilometer zu absolvieren.

## Etappenübersicht
| Etappe | Start – Ziel                          | Etappen- länge | Etappensieger     | Zeit (h) |
| 01     | Baracoa – Playa de Yateritas          | 122 km         | Pedro Barzaga     | 2:49:20  |
| 02     | Playa de Yateritas – Santiago de Cuba | 118 km         | León Antonio Herr | 3:40:32  |
| 03     | Kriterium Santiago de Cuba            | 051 km         | Heriberto Diaz    | 1:57:59  |
| 04     | Santiago de Cuba – Ciudad             | 190 km         | Raúl Vazques      | 4:57:27  |
| 05     | Ciudad – Holguín                      | 140 km         | Alberto Padilla   | 3:46:02  |
| 06     | Holguin – Camagüey                    | 201 km         | Bogdan Ritter     | 4:42:42  |
| 07     | Camagüey – Ciego de Ávila             | 110 km         | Raymund Osinski   | 2:28:04  |
| 08     | Ciego de Avila – Topes de Collantes   | 168 km         | Agustín Juárez    | 4:33:48  |
| 09     | Topes de Collantes – Santa Clara      | 157 km         | Henrick Rasek     | 4:21:20  |
| 10     | Santa Clara – Cárdenas                | 242 km         | Raymund Osinski   | 6:241:03 |
| 11     | Cárdenas – Matanzas (Zeitfahren)      | 055 km         | Sergio Martínez   | 1:15:47  |
| 12     | Matanzas – Güines                     | 136 km         | Radamés Treviño   | 3:38:19  |
| 13     | Güines – Pinar del Río                | 231 km         | Angel Faicon      | 6:52:15  |
| 14     | Pinar del Rio – Bahía Honda           | 166 km         | Radamés Treviño   | 4:35:12  |
| 15     | Bahía – Havanna                       | 106 km         | Sergio Martínez   | 2:48:34  |

## Gesamtwertungen

### Gesamteinzel
64 der anfänglich 80 gestarteten Fahrer erreichten das Ziel in Havanna. Gesamtsieger wurde der Kubaner Sergio Martínez.
| Platz | Name                 | Land           | Zeit        |
| ----- | -------------------- | -------------- | ----------- |
| 1     | Sergio Martínez      | Kuba A         | 59:16:29 h  |
| 2     | Agustín Juárez       | Mexiko         | + 3:20 min  |
| 3     | Raúl Marcelo Vázquez | Kuba A         | + 5:47 min  |
| 4     | Roberto Menendez     | Kuba Nachwuchs | + 10:50 min |
| 5     | Jacinto Brito        | Mexiko         | + 11:03 min |

### Bergwertung
Das Trikot des besten Bergfahrers sicherte sich der Mexikaner Agustin Juarez.
| Platz | Name              | Land   | Zeit |
| ----- | ----------------- | ------ | ---- |
| 1     | Agustín Juárez    | Mexiko | 26   |
| 2     | Heriberto Diaz    | Mexiko | 16   |
| 3     | Agustín Alcántara | Mexiko | 15   |

### Mannschaftswertung
13 der gestarteten 14 Teams kamen in Havanna in die Mannschaftswertung. Beste Mannschaft wurde Mexiko.
| Platz | Land           | Zeit        |
| ----- | -------------- | ----------- |
| 1     | Mexiko         | 177:53:44 h |
| 2     | Kuba A         | + 2:32 min  |
| 3     | Kuba Nachwuchs | + 19:25 min |